# 陕西省革命委员会
陕西省革命委员会是1968年5月1日至1979年12月间陕西省的省级国家行政机关。

## 省革委会历任领导

### 前期
- 时间：1968年5月1日 －1977年12月
- 主任：李瑞山(1968.5—1978.12)
- 副主任：黄经耀（1968.5—1977.7，军队代表）、胡炜（1968.5—1973.10，军队代表）、杨焕民（1968.5—1971.2，军队代表）、萧纯（1968.5—1979.3）、张培信（1968.5—1977.4.5，工人代表，“西拍”头头）、马希圣（1968.5—1977.12，工人代表，“工总司”头头）、单英杰（1968.5—1977.5，工人代表）、王凤琴（女，1968.5—1977.12，农民代表）、李世英（1968.5—1977.12，学生代表，“工总司”头头）、孙福林（1968.5—1977.12，学生代表）、杨梦云（女，1968.5—1977.5，学生代表）、方升普（1971.2—1977.12，军队代表）、李建平(1971.3—1973.3)、霍士廉(1973.5—1977.1)、谷凤鸣（1973.5—1977.7，军队代表）、章泽(1973.5—1979.11)、李尔重(1977.4—1977.12)、于明涛（1977.8—1979.2）、白治民(1977.9—1977.11)、李登瀛(1977.9—1978.3)、舒同(1977.9—1979.12)、惠世恭(1977.9—1979.12)
- 顾问：　王甫(1977.9—1977.12)

### 后期
- 时间：1977年12月－1979年12月
- 主任：李瑞山（－1978年12月） → 王任重（1978年12月10日－1978年12月25日） → 于明涛（1979年2月－1979.12）
- 副主任：王任重（1978年8月－1978年12月10日）、于明涛、姜一、萧纯、章泽、胡炳云(1977.12—1979.12)、傅子和(1977.12—1979.7)、李登瀛、惠世恭、舒同、任国义(1977.12—1979.12)、郭允中(1977.12—1979.12)、李海亭(1977.12—1979.12)、谢怀德(1978.12—1979.12)、时逸之(1978.12—1979.12)、张毅忱(1978.12—1979.12)、马青年(回族，1978.12—1979.12)、刘庚(1978.12—1979.12)、林茵如(1978.12—1979.12)、何承华(1979.2—1979.12)、孙作宾(1979.2—1979.12)、姜一(1977.12—1979.12)

## 省革委会各部门行政负责人
- 办事组组长　袁立荣(1968.5—1969.3)、来光（1969.3—1973.6）
- 政工组组长　周茂芹(1968.5—1974.1)
- 生产组组长　苏锦章(1968.5—1969.6)、肖纯(兼，1969.6—1974)
- 政法组组长　黄传龙(1968.5—1973.7，文革前任陕西省公安总队长)
- 办公厅领导小组组长　石锋（1974.2—1976.9）
- 民政局领导小组组长　贺济堂(1970.6—1972.10)
- 公安局核心小组组长　伊里(1973.8—)
- 人事局领导小组组长　唐国亮(1976.6—1976.10)
- 外事办领导小组组长　鲁曼(1974.1—1976.10)
- 下放分配办公室主任　孟岐山(1968.8—1969.4)
- 行政管理局领导小组组长　张立业(1970.6—1972.9)、郭艾正(1974.1—1976.10)
- 视察室副主任　陈凯(1971.6—1976.10)
- 档案局领导小组组长（缺）
- 计委领导小组组长（主任）　肖纯（兼，1970.12—1971.11）、傅子和(1971.11—1976.10)
- 劳动局领导小组组长　陈　光(1973.8—1976.10)
- 物资局领导小组组长　程广田(1970.12—1973.11)、刘成功(1973.11—1975.7)、鱼正东(1975.7—1976.10)
- 储备物资管理局主任　刘义雄(1968.9—1975.7)、刘成功(1975.7—1976.10)
- 人防办公室主任　胡兴茂(1974.10—1976.9)
- 工交办公室主任　王真(1972.12—1975.9)
- 机械工业局领导小组组长　康文忠(1971.8—1973.12)、贾晓东(1973.12—1976.10)
- 冶金工业局领导小组组长　张戈(1971.10—1976.10)
- 电子工业局领导小组组长　高朗山(1971.8—1973.6)、孙克华(1973.5—1976.10)
- 轻工业局领导小组组长　孟岐山(1970.6—1976.10)
- 燃料化学工业局领导小组组长　刘浩(1970.12—1973.1)
- 石油化学工业局领导小组组长　惠世恭(1975.10—1976.10)
- 煤炭工业局领导小组组长　刘浩(1970.5—1970.10)、王伟(代，1975.11—1976.10)
- 省测绘局领导小组组长　胡毓(1973.8—1976.10)
- 国防工业办公室主任　张望德(1969.7—1970.4)、苏锦章(1970.4—1971.4)、颜金生(1971.6—1973.6)、吴华夺(1973.7—1975.8)
- 交通局领导小组组长　孙常德(1970.12—1973.8)、刘国声(1973.9—1976.10)
- 邮电管理局领导小组组长　霍世瑄(1968.4—1969.11)、魏士显(1973.9—1975.4)
- 基本建设委员会主任　李学廉(1968.12—1974)、任钧(1974—1976.10)
- 建筑材料工业局领导小组组长　刘诚(1973.7—1975.9)、张兆祥(1975.10—1976.10)
- 财贸办公室主任　阎子庆(1971.11—1973.12)、刘邦显(1973.12—1976.10)
- 财政局领导小组组长　雷久德(1970.5—1972.5)、刘子隆(1972.5—1976.10)
- 粮食局领导小组组长　张祖台(1970.6—1971.10)、孙定一(1972.10—1976.10)
- 商业局领导小组组长　王慈(1970.5—1972.7)、张明德（1972.7—1976.10）
- 对外贸易局领导小组负责人　马青年(1976.4—1976.10)
- 供销社领导小组组长　何侠(1976.4—1976.10)
- 人行陕西分行革委会主任　乐群(1968.7—1976.10)
- 农林办公室主任　霍士廉（1971.11—1973.9）、熊光焰（1973.9—1975.5）、李登瀛(1975.5—1976.10)
- 农林局领导小组组长　冯超华(1970.6—1972.3)、王景铭(1972.3—1976.1)、白纪年(1976.1—1976.10)
- 水电局领导小组组长　胡棣（1970.6—1976.10）
- 文教办公室领导小组组长　项丹(1974.2—1974.5)、李琦涛(1974.5—1976.10)
- 科技局领导小组组长　刘杭（女，1971.8—1976.10）
- 文化局领导小组组长　庾喆吉（朝鲜族，1970.6—1976.10）
- 教育局领导小组组长　贾恩波(1970.7—1974.12)、宋友田(1974.12—1976.10)
- 卫生局领导小组组长　杨沧（回族，1970.12—1973.8）、张军(1973.8—1976.10)
- 计划生育领导小组办公室主任　丁聪（女，1973.8—1976.10）
- 体育运动委员会主任　任寿武(1970.2—1972.5)
- 广播局领导小组组长　高峰（1968.3—1970.11）、罗学荣（1970.11—1971.11）、王富山(1971.11—1973.8)
- 出版局领导小组组长　边春光（1971.12—1976.10）
- 中科院西北分院革委会主任　黄华青(1968.9—1969.2)